# 872 (szám)
A 872 (római számmal: DCCCLXXII) egy természetes szám

## A szám a matematikában
A tízes számrendszerbeli 872-es a kettes számrendszerben 1101101000, a nyolcas számrendszerben 1550, a tizenhatos számrendszerben 368 alakban írható fel.
A 872 páros szám, normálalakban a 8,72 · 102 szorzattal írható fel. Prímfelbontásban: 23 · 1091. Nyolc osztója van, ezek a: 1, 2, 4, 8, 109, 218, 436 és 872.
Érinthetetlen szám: nem áll elő pozitív egész számok valódiosztóösszeg-függvényeként.
A 872 négyzete 760 384, köbe 663 054 848, négyzetgyöke 29,52964, köbgyöke 9,55371, reciproka 0,001146.

## Mint név
Nyolcszázhetvenkettő a keresztneve („keresztszáma”) Tor Åge Bringsværd „Locspocs, a kis tengeri szörny” történeteiben a polipnak, akinek a teljes neve „Háromezer Nyolcszázhetvenkettő”.